# EULEX Kosovo

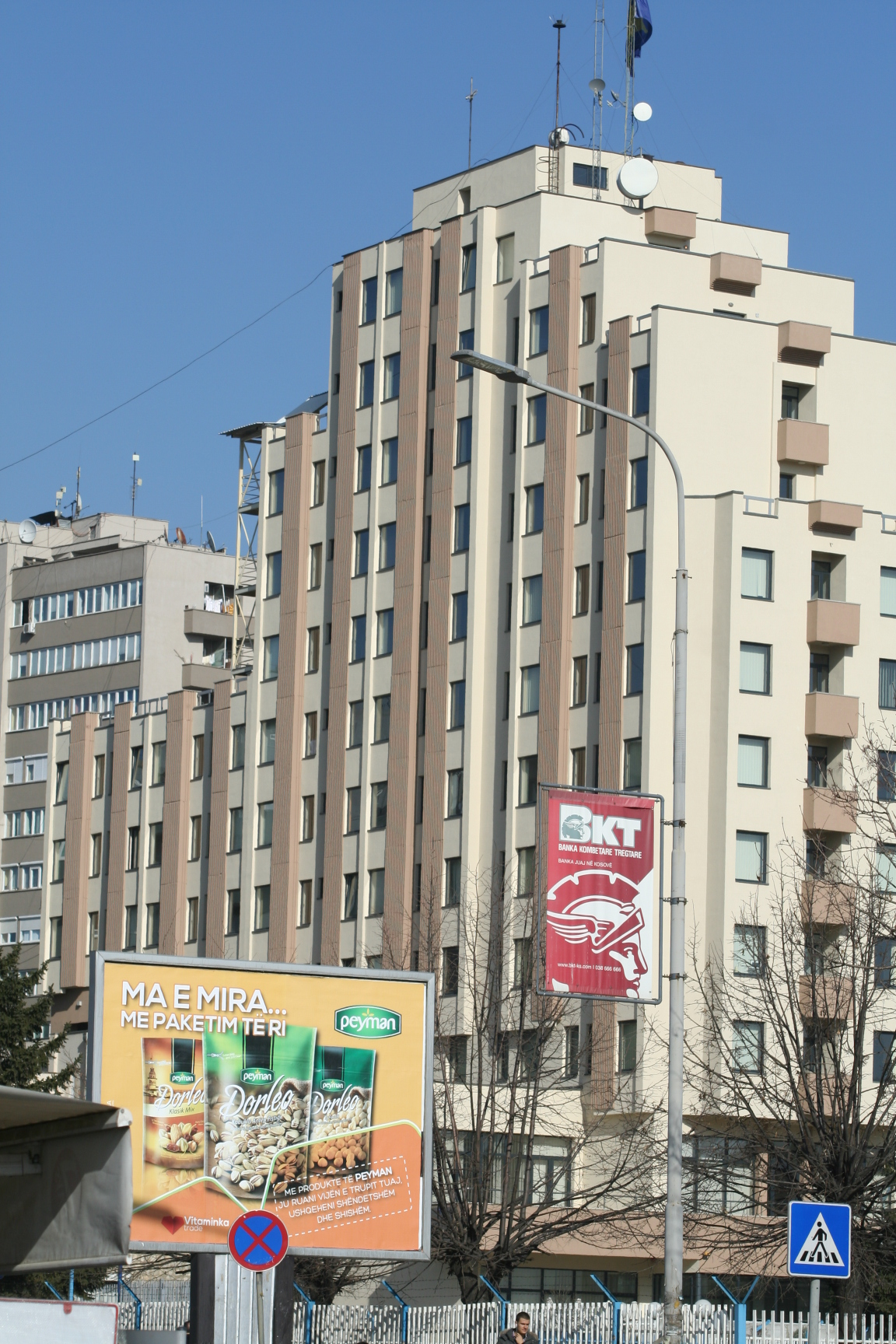
EULEX högkvarter i Kosovo

EULEX-Kosovo är EU:s polis-, tull- och rättsinsatsmission som efter Kosovos självständighetsförklaring den 17 februari 2008 gradvis har stöttat regionens polis, tull, stats och juridiska instanser. EULEX-Kosovos officiella grundregel är "monitoring, mentoring and advising".
Eulex har viss verkställande makt och befogenhet att vid behov ta över vissa uppgifter från de lokala rättsvårdande myndigheterna i Kosovo. Intentionen är dock att lära regionens myndigheter att själva utföra sina uppgifter.
Kosovos historia är fylld av stridigheter. FN:s säkerhetsråd beslutade på kriget i Kosovos sista dag den 10 juni 1999 att anta resolution 1244. Detta för att stötta/skydda regionen. United Nations Mission in Kosovo UNMIK startades därmed. UNMIK styrde från början Kosovo tillsammans med lokalbefolkningen och lämnade över makten till EULEX-Kosovo och de lokala kosovska myndigheterna. EULEX-Kosovos huvuduppgift är att stötta polis, tull samt stats- och rättsväsendet så de kan stå på egna ben i framtiden.
Missionen består av ca 2500 personer från EU varav ca 100 personer kommer från Sverige. Missionen hade i början mandat att pågå i 2 år men den kom att förlängas.
Eulex närvaro i Kosovo har skapat missnöje bland många kosovoalbaner och kosovoserber. Den 25 augusti 2009 genomförde den kosovalbanska organisationen Självbestämmande en demonstration i Pristina, där Eulex-fordon utsattes för stenkastning och vältes av kosovalbaner. Kosovoserber har tidigare tänt eld på tullstationer och polis dödades i kosovoserbiskt befolkade områden den 27 juni 2011 i samband med en kosovserbisk demonstration.